# Lindenschwärmer

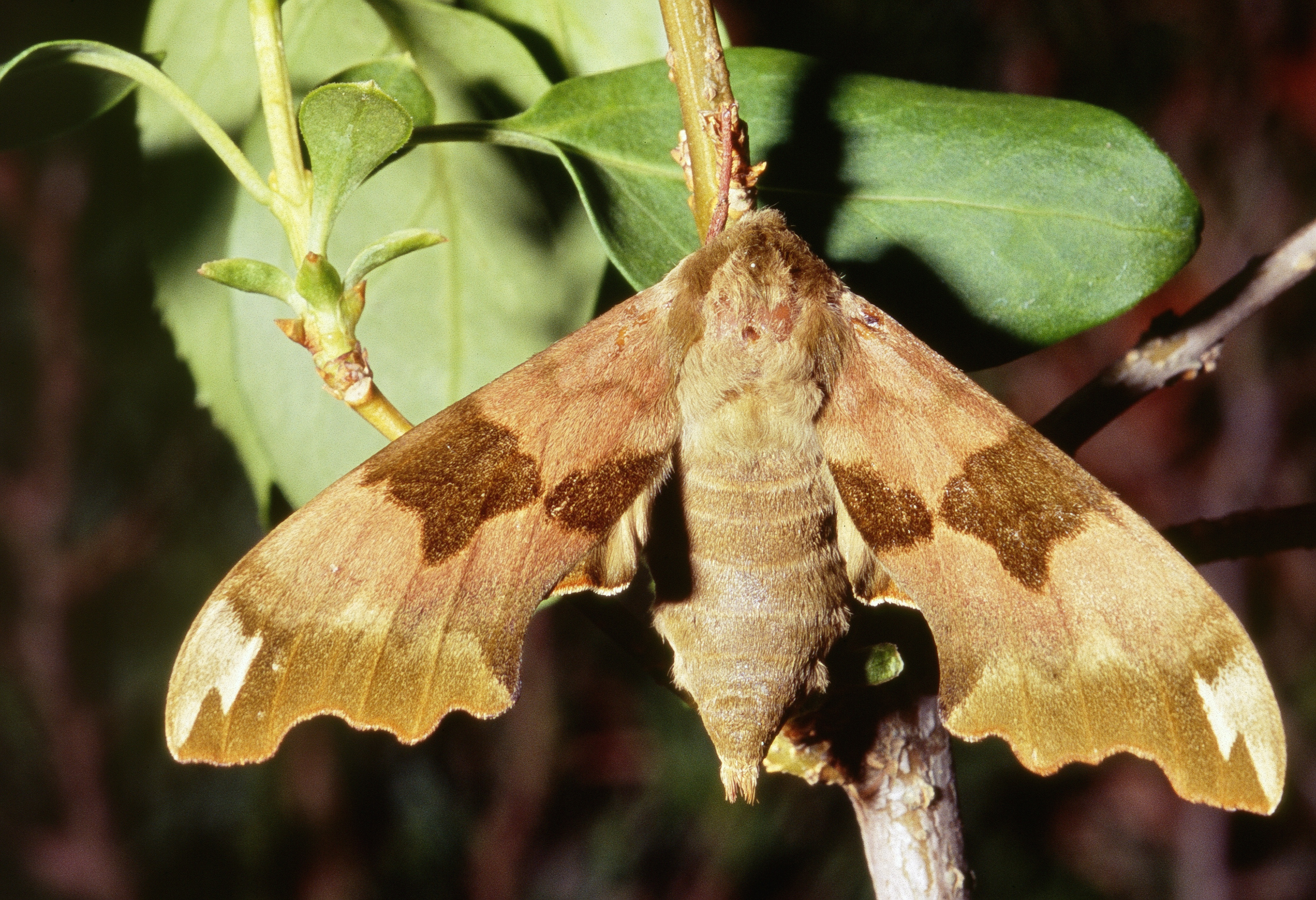
Falter mit unterbrochener Binde auf den Vorderflügeln

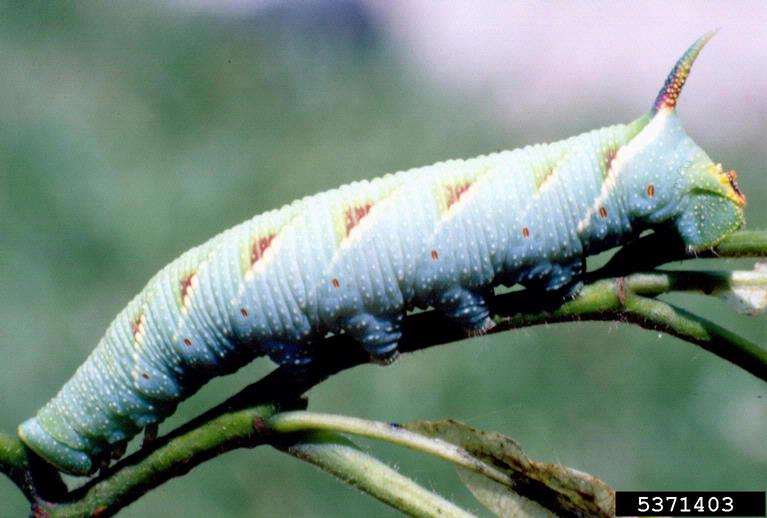
Raupe

Der Lindenschwärmer (Mimas tiliae) ist ein Schmetterling (Nachtfalter) aus der Familie der Schwärmer (Sphingidae). Die Raupen des Lindenschwärmers fressen die Blätter verschiedener Laubbäume, die Falter nehmen keine Nahrung mehr auf. Die mittelgroße Art ist in Mitteleuropa weit verbreitet und häufig.

## Merkmale

### Falter

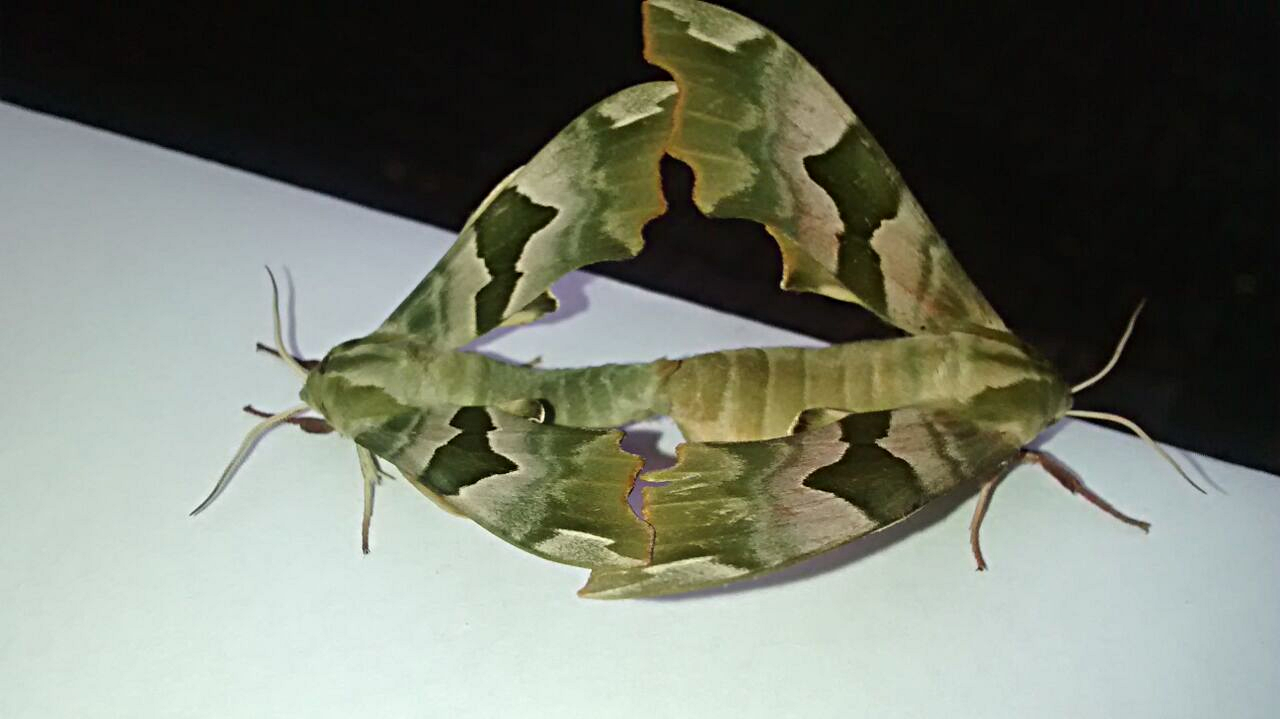
Lindenschwärmer bei der Paarung

Die Falter erreichen eine Flügelspannweite von 60 bis 80 Millimetern. Obwohl die Färbung der Tiere sehr variabel ist und sich auch Männchen und Weibchen unterscheiden (Sexualdimorphismus), ist die Art in ihrem Verbreitungsgebiet unverwechselbar. Wie bei allen Arten der Gattung Mimas ist der Vorderflügelaußenrand gewellt, ebenso ist der Saugrüssel sehr kurz und zurückgebildet. Die Grundfarbe der Tiere ist fuchsrot, braun, grau, gelb oder grün. Die Vorderflügel der Weibchen sind meist bräunlich, die der Männchen gehen deutlich ins Grünliche. Der Hinterleib der Weibchen hat gerade Seitenränder und ist sehr dick, da die meisten Eier bereits nach dem Schlüpfen aus der Puppe voll entwickelt sind. Der Hinterleib der Männchen ist dagegen schlanker und deutlich nach oben gekrümmt. Die Musterung der Flügel ist ebenfalls sehr variabel. Die breite, mittig über den Vorderflügel laufende dunkle Binde kann durchgezogen, unterbrochen oder komplett fehlend sein. Gynandromorphismus ist häufig zu beobachten.

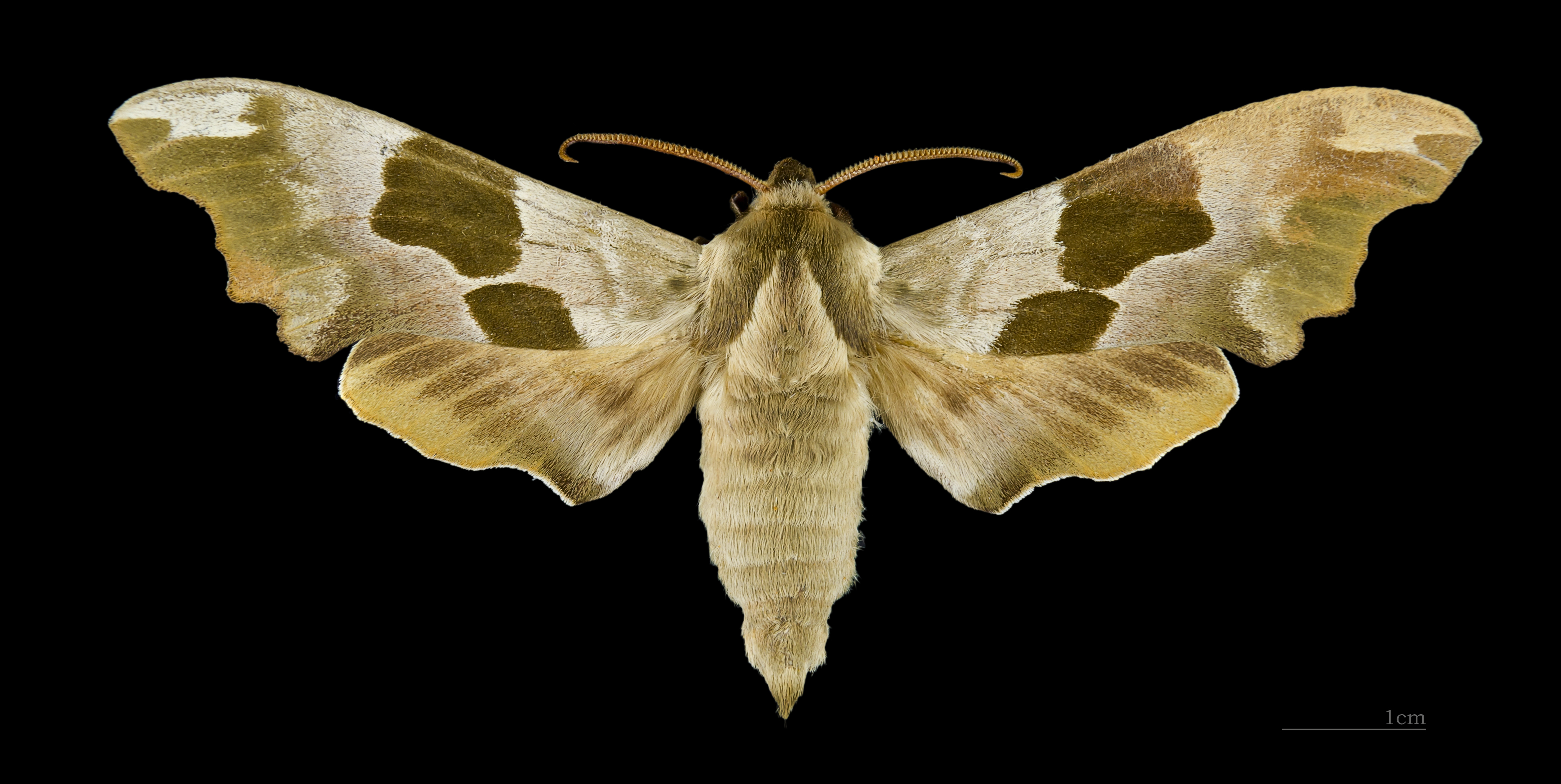
Mimas tiliae ♂
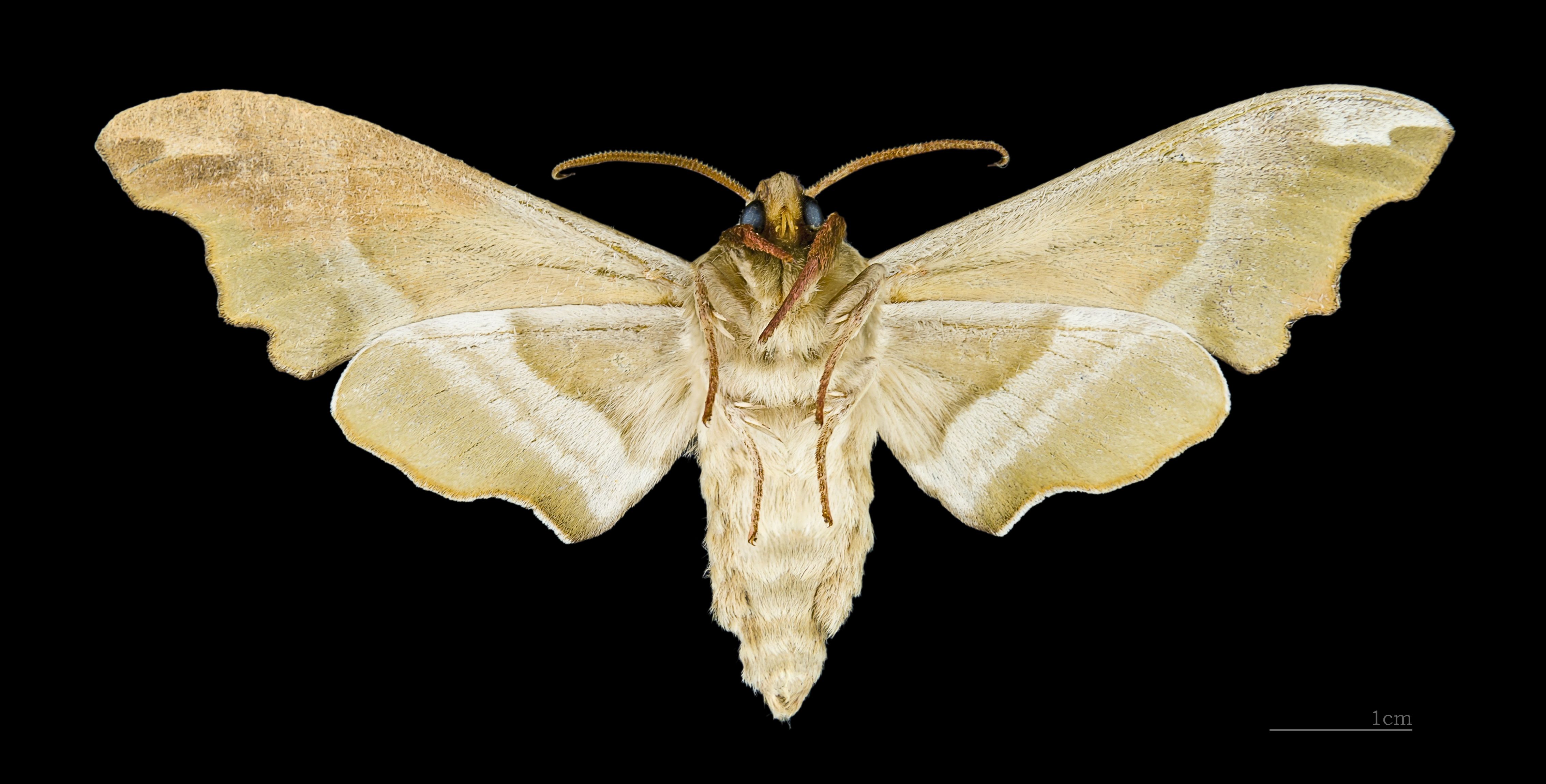
Mimas tiliae ♂ △
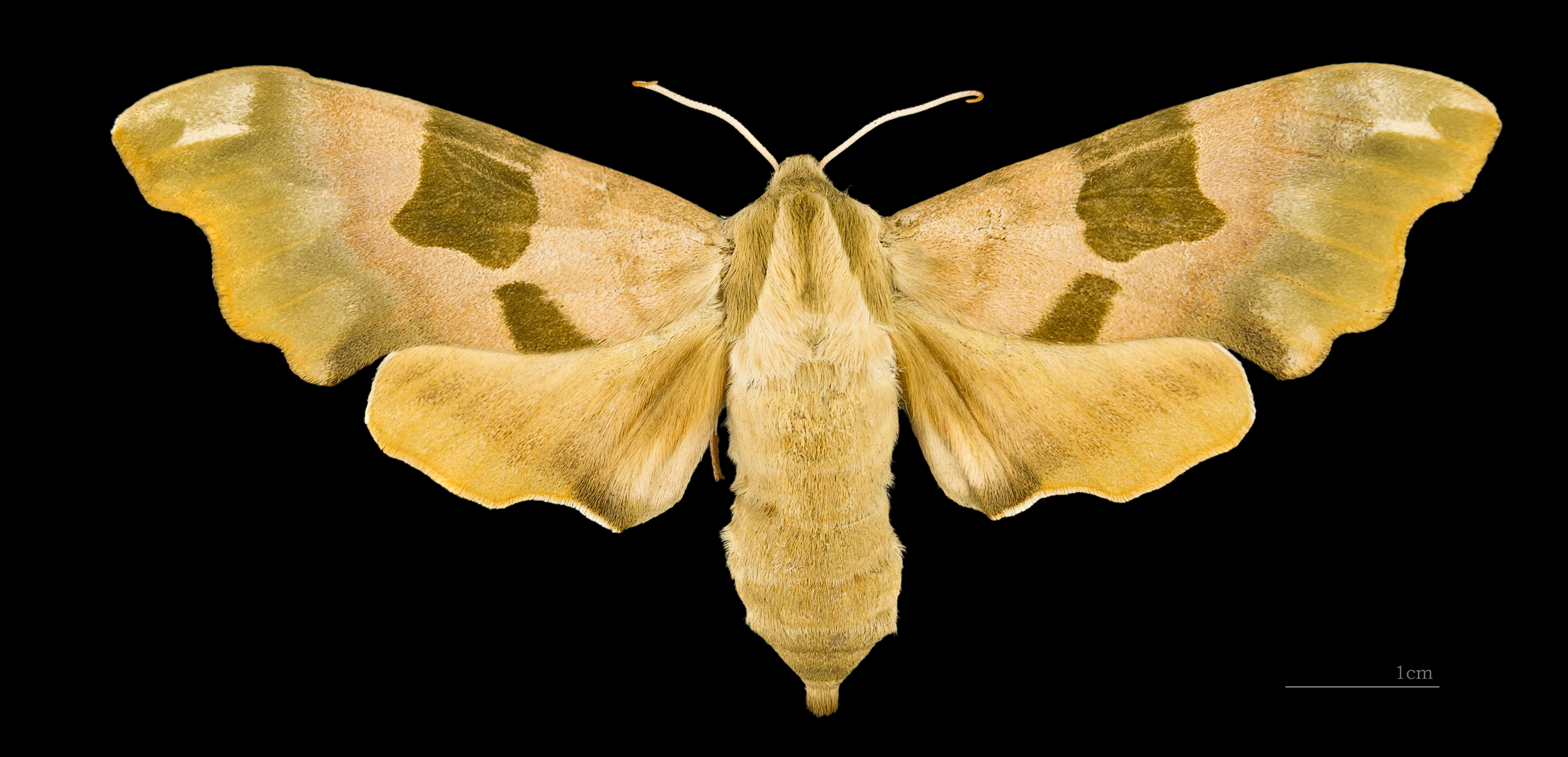
Mimas tiliae ♀
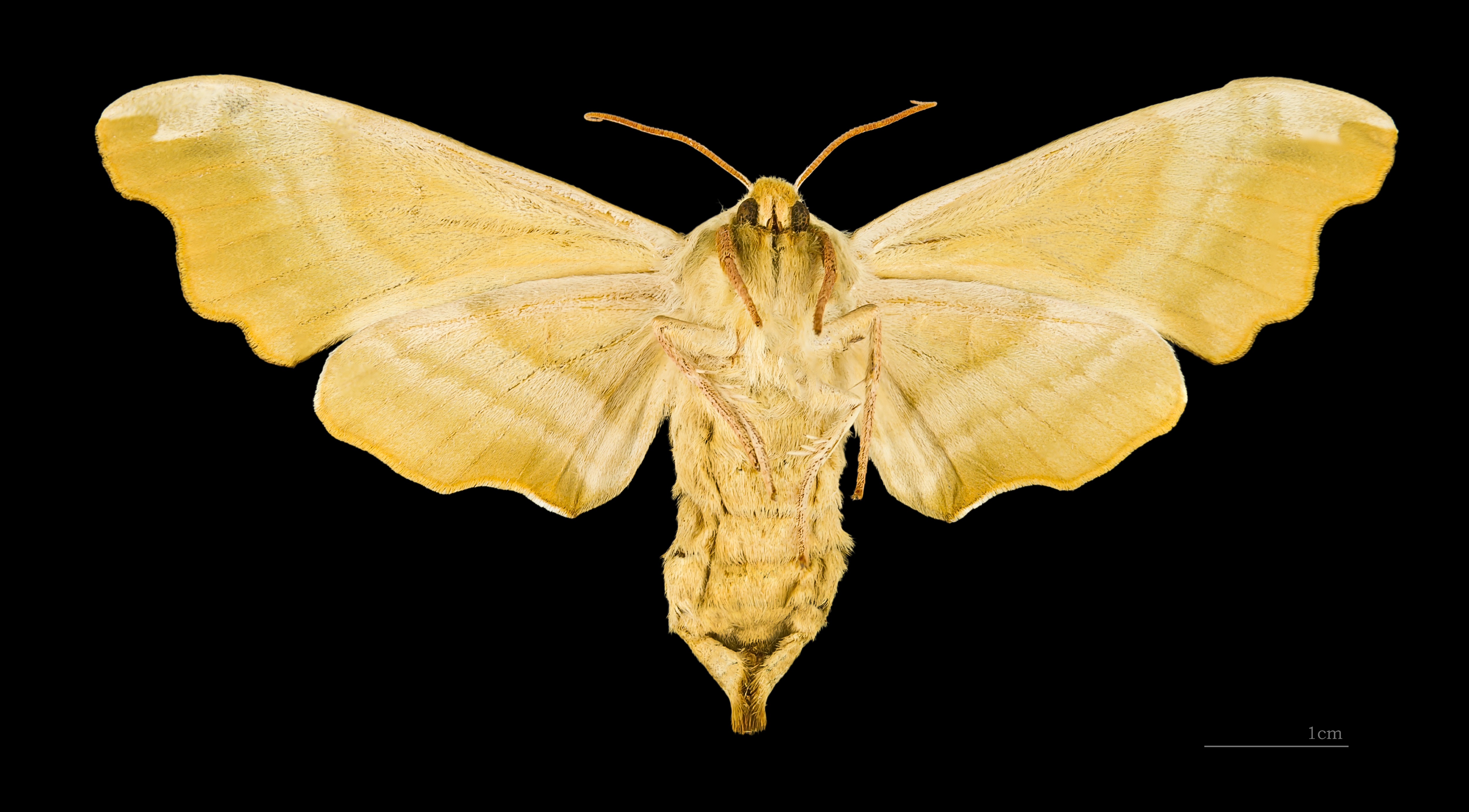
Mimas tiliae ♀ △

### Raupen
Die Raupen werden 55 bis 65 Millimeter lang und sind grün oder blaugrau. Nach dem Schlupf sind die noch sehr schlanken Tiere blassgrün und etwa sechs Zentimeter lang. Das Analhorn ist dunkel und etwa so lang wie ein Drittel des Körpers. Nach und nach bilden sich seitlich am Körper zunächst hellgelbe, später dunkelgelbe Schrägstreifen aus. Im vierten Stadium können sich an der Vorderseite der Schrägstreifen kleine rote Streifen ausbilden. Der Körper ist dann gelb- oder blaugrün gefärbt und trägt zahlreiche kleine gelbe Tuberkel. Ausgewachsene Raupen sind schlanker als die der anderen Arten der Gattung. Ihr Körper ist am vorderen Teil deutlich schlanker als im hinteren. Die Kopfkapsel ist fast dreieckig. Das Analhorn ist oberseits blau oder violett, die Seiten und die Unterseite sind rot und gelb. Die Analplatte ist rötlichgelb und mit Tuberkeln versehen. Kurz vor der Verpuppung verfärben sich die Tiere auf der Unterseite blass grün-violett, auf der Oberseite graubraun. Die Tuberkel sind dann cremefarben, die roten Streifen verblassen. Der Körper der Tiere schrumpft in diesem Stadium deutlich.

## Verbreitung
Der Lindenschwärmer kommt in Mittel- und Südeuropa, im Norden und Westen der Türkei östlich über Transkaukasien, Dagestan, Aserbaidschan und den Norden des Iran bis in den Westen Sibiriens vor, wo man ihn östlich bis Tomsk, Nowosibirsk, Atschinsk, Kulunda und Bijsk nachgewiesen hat. Die Art fehlt in Irland, Schottland, im Norden Skandinaviens und im arktischen Russland. Das nördlichste Vorkommen in Russland liegt bei Objatschewo in der Republik Komi. In Spanien und Portugal ist die Art fast nur aus dem Norden bekannt; lediglich im Bergland Zentralspaniens findet sich eine kleine Population. In den Alpen kommen die Falter bis in etwa 1500 Meter Seehöhe vor.
Die Falter halten sich nur sehr selten weit entfernt von Laubwäldern auf, wo sie lichte Flusstäler mit reichen Beständen an Linden (Tilia) und Ulmen (Ulmus) bevorzugen. Man findet sie aber, insbesondere in Mitteleuropa, auch in Gärten und Plantagen mit Kirschbäumen und in Alleen und Parks, auch in Städten. Feuchte Berghänge mit Bewuchs von Grün-Erlen (Alnus viridis) werden ebenso besiedelt.

## Lebensweise
Die Imagines schlüpfen morgens und ruhen sich zunächst an den Ästen der Nahrungspflanzen aus, um ihre Flügel voll zu entfalten. Danach fliegen die meisten Falter in das Blattwerk, zwischen dem auch die Paarung stattfindet. Wie bei Schwärmern üblich ist dabei das Männchen mit dem Körper in entgegengesetzter Richtung am Hinterleib des Weibchens angekoppelt. Die Paarung kann bis zu 20 Stunden dauern, anschließend lässt sich das Männchen auf den Boden fallen und fliegt bei Sonnenuntergang davon. Das Weibchen fliegt kurz nach Sonnenuntergang und beginnt sofort mit der Eiablage. Die Falter fliegen nur für kurze Zeit, sodass sie etwa zwei Stunden nach Sonnenuntergang kaum noch beobachtet werden können. Wegen ihres zurückgebildeten Saugrüssels können sie keine Nahrung aufnehmen und fliegen daher keine Blüten an. Männchen werden stark durch Lichtquellen und unbegattete Weibchen angelockt.

### Flug- und Raupenzeiten
Die Art fliegt in Nordeuropa in einer Generation von Ende Mai bis Anfang Juli, weiter südlich in zwei Generationen im Mai und August. In Bulgarien fliegen die Falter im Mai und Juni sowie im Juli und August, in Spanien von Ende April bis Mitte September. Im südlichen Ural fliegen sie von Ende Mai bis Anfang Juli und in einer zweiten, partiellen Generation von Ende Juli bis Anfang August. Die Raupen findet man von Juli bis September, die der zweiten Generation gelegentlich auch bis Oktober.

### Nahrung der Raupen
Die Raupen ernähren sich vorwiegend von vielen verschiedenen Arten der Linden (Tilia), Ulmen (Ulmus), Erlen (Alnus) und Prunus-Arten. In Nord- und Mitteleuropa werden daneben gelegentlich auch Hänge-Birke (Betula pendula), Eichen (Quercus), Gemeine Hasel (Corylus avellana), Ahorne (Acer) und Mehlbeeren (Sorbus) gefressen, sämtliche dieser Pflanzen können in manchen Gebieten als Hauptnahrungspflanze angenommen werden, wie etwa die Vogelbeere (Sorbus aucuparia) im Alpenraum. Daneben findet man die Art gelegentlich auch an Äpfeln (Malus), Birnen (Pyrus) und Eschen (Fraxinus). In den südlicheren Gebieten werden zusätzlich auch Echte Walnuss (Juglans regia), Edelkastanie (Castanea sativa), Gewöhnliche Rosskastanie (Aesculus hippocastanum) und Maulbeeren (Morus) gefressen.

## Entwicklung

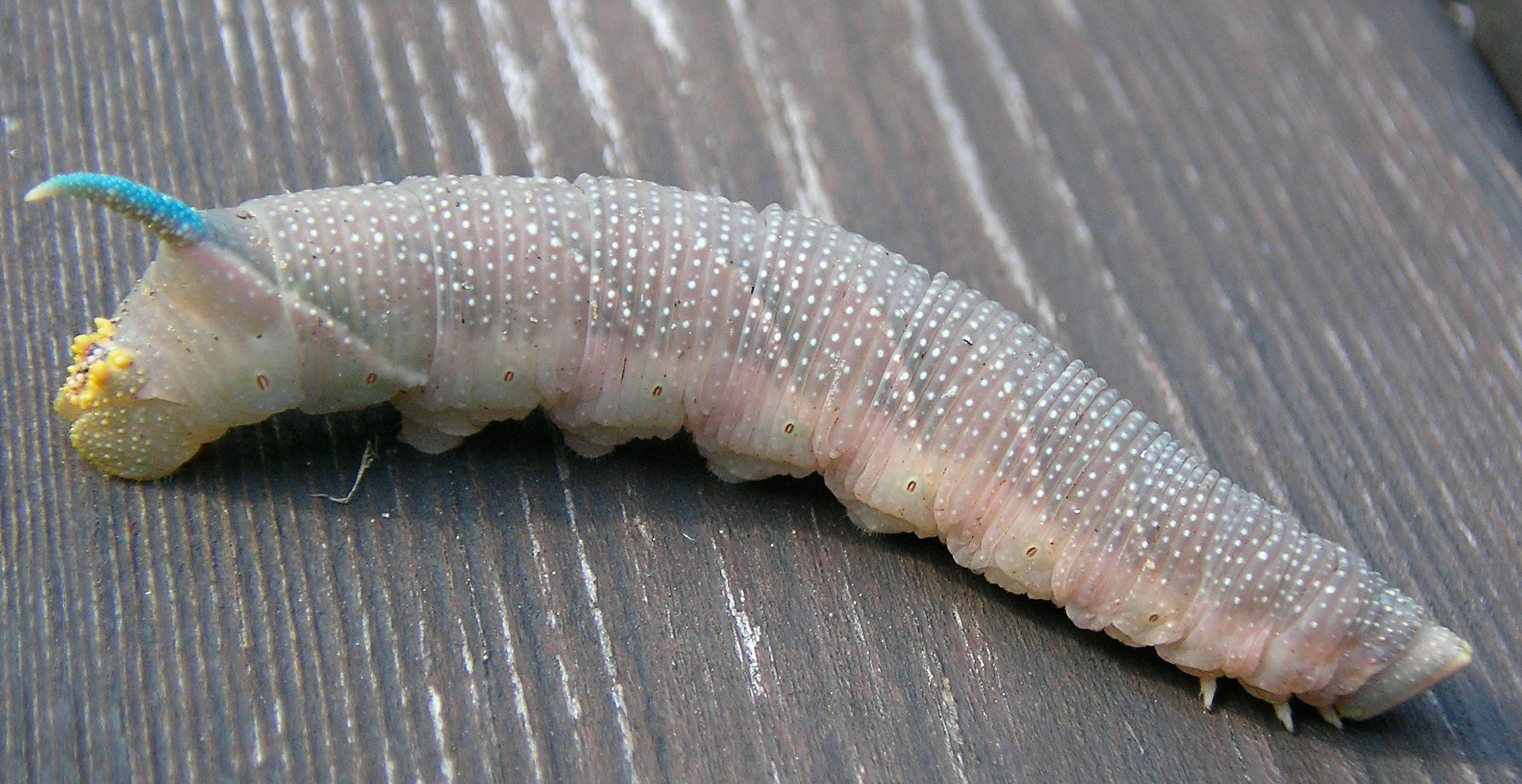
Verpuppungsbereite Raupe

Die Weibchen legen bis zu 130 Eier meist paarweise an der Unterseite der Nahrungspflanzen ab. Dies geschieht bevorzugt im Kronenbereich der Bäume. Die Eier sind 1,75 mal 1,40 Millimeter groß, deutlich entlang der Rücken- und Bauchseite abgeflacht und glänzend blass olivgrün. Die frisch geschlüpften Raupen fressen die Eischale nicht, sondern suchen sich einen geeigneten Rastplatz auf der Unterseite eines Blattes. Dort verharren sie für Schwärmer typisch aufgerichtet und fressen erst nachts. Vor der ersten Häutung sind die Tiere ungefähr 11 Millimeter lang. Gelegentlich kann man Massenauftreten der Tiere beobachten. Vor der Verpuppung bewegen sich die Raupen bei Störungen wild ruckartig hin und her. Die Verpuppung erfolgt unter lockeren Grasbüscheln oder gelegentlich unter feuchtem Laub und flachen Steinen. Nackter Erdboden wird gemieden, selten vergraben sich jedoch manche Tiere ein bis zwei Zentimeter tief in lockerer, kieseliger oder mulmhaltiger Erde. Selten findet man Puppen auch hoch an Bäumen in Rindenritzen oder unterhalb von loser Rinde. Die Puppe ist 30 bis 35 Millimeter lang und sehr dunkelbraun gefärbt, besitzt jedoch einen rötlichen Schimmer. Ihre Oberfläche ist anders als bei den meisten Schwärmern nicht glänzend, sondern rau. Die Puppe überwintert.

## Spezialisierte Feinde
Die Raupen des Lindenschwärmers werden von mehreren spezialisierten Parasitoiden befallen. Dabei handelt es sich um Schlupfwespen (Callajoppa cirrogaster, Lymantrichneumon disparis, Pimpla hypochondriaca und Pimpla illecebrator), Brackwespen (Microplitis ocellatae und Aleiodes praetor) und Raupenfliegen (Compsilura concinnata, Pales pavida und Winthemia cruentata). Die Weibchen dieser Arten legen ihre Eier auf den Raupen ab, in denen sich dann die Larven entwickeln. Die Verpuppung findet in der Regel an der Außenseite der bis dahin abgestorbenen Raupe statt.

## Gefährdung und Schutz
Der Lindenschwärmer ist auf Grund seiner Anpassungsfähigkeit an urbane Lebensräume wie Gärten und Parks und durch sein breites Nahrungspflanzenspektrum nicht gefährdet. Fällungen von Lindenalleen oder Luftverschmutzung und die damit einhergehende Schädigung insbesondere von Sommerlinden können lokale Bestandsrückgänge verursachen.